# De la calle (película)
De la calle es una película surrealista dirigida por Gerardo Tort y protagonizada por Luis Fernando Peña, Maya Zapata, Armando Hernández, Mario Zaragoza, Luis Felipe Tovar, Vanessa Bauche, de 2001. Es la ópera prima del director.

## Argumento
Rufino (Luis Fernando Peña) tiene 15 años y vive en las calles de la Ciudad de México. Consigue dinero de hacer pequeños trabajos y de participar en escondidas del negocio de venta de droga que tiene La Seño (Cristina Michaus) y El Ochoa (Mario Zaragoza), un policía judicial sin escrúpulos que controla el barrio donde viven. Un día, empujado por las circunstancias, Rufino roba dinero de Ochoa, desatando así la persecución y el acoso del policía.
Sin embargo, al tiempo que planea su huida de la ciudad con su amiga Xóchitl (Maya Zapata), Rufino se entera de la existencia de su padre a quien creía muerto. Obsesionado por encontrarlo antes de partir, Rufino emprende su búsqueda en una aventura que lo llevará del amor a la soledad, de la droga a la camaradería, de la solidaridad a la traición,  y a la muerte absurda de los que no tienen nada.

## Producción
Es una adaptación de la obra teatral de Jesús González Dávila, que dirigió Julio Castillo en los 80's.

## Temas
Esta obra se mueve en el contexto de los barrios marginales de la Ciudad de México y la vida de los niños y adolescentes que viven en ellos.

## Recepción
La decisión de Radio Televisión y Cinematografía (RTC) de darle una clasificación C (mayores de 18 años) llevó a una controversia ya que los productores esperaban una clasificación B (adolescentes y adultos). En su momento, el director de la película, acusó a la institución de ser "drástica y retrógrada". De acuerdo a RTC la clasificación C se dio debido a escenas de drogadicción y violencia.
El filme se estrenó con 250 copias en México.

## Premios

### Premios Ariel
En la XLIV entrega de los Premios Ariel, Ciudad de México, recibió los siguientes premios:
- por mejor Opera Prima a Gerardo Tort
- Mejor actriz a Maya Zapata
- Coactuación femenina, Vanessa Bauche
- Actriz de cuadro, Cristina Michaus
- Actor de cuadro, Mario Zaragoza
- Guion adaptado, Marina Stavenhagen
- Escenografía, Victor Vallejo
- Ambientación, Mauricio Lule y Mariana Grimaldo
- Diseño de arte, Ana Solares
- Vesturaio, Adolfo Cruz Mateos
- Maquillaje, Jorge Siller

### Festival de Cine de Viña del Mar
En el XIV Festival de Cine de Viña del Mar, Chile, 2002, recibió:
- Premio por Mejor Dirección de Fotografía, Hector Ortega

### Festival Internacional de Cine de San Sebastián
El jurado de Nuevos Directores de la IL edición del Festival Internacional de Cine de Donastia-San Sebastián le concedió:
- Premio nuevos directores, Gerardo Tort

### Festival de San Sebastián
En la categoría Zabaltegi, que premia a los nuevos directores:
- Premio Zabalteri, Gerardo Tort.